# Тунгуски метеорит
Тунгуски метеорит е хипотетично наименование на небесно тяло, летяло над Сибир, взривило се в земната атмосфера и паднало край река Подкаменная Тунгуска, на територията на днешния Красноярски край, Русия на 30 юни 1908 г.
Естеството на явлението и неговият причинител все още не са еднозначно определени. 

## История
Сутринта на 30 юни 1908 г. над Централен Сибир от изток на запад прелита огнено тяло. Около 7:15 часа местно време тялото се взривява във въздуха и пада в тайгата над южното блато край р. Подкаменная Тунгуска на около 60 километра северно от Кежма. Мощността на взрива се оценява на 10 до 50 мегатона тротилов еквивалент. Взривът става на височина 7 – 10 km над земята над незаселена тайга.
В резултат от взрива дърветата са повалени на площ над 2000 km². Стъклата са избити в радиус от 200 km от епицентъра.
Взривът е чут на разстояние до 800 km от епицентъра, взривната вълна е регистрирана от обсерватории на много места по света. Сеизмична вълна след взрива е регистрирана от сеизмични станции в Иркутск, Ташкент, Тбилиси и чак в Йена.
Поради слабия научен интерес по онова време към такива събития, първата експедиция от Академията на науките на СССР е изпратена в района чак през 1927 г. След нея следват и други.

## Хипотези за обяснение
Има редица известни хипотези за обяснение на природното явление и неговия причинител.

### Взрив на метеорит/комета
Все пак най-разпространената в света хипотеза е, че причинителят на взрива е метеорно тяло или остатъчно тяло от комета (включително ядрото ѝ).

### Други хипотези
Има много други хипотези за обяснение на явлението и за причинителя на събитието:
- ядро на комета
- кълбовидна мълния
- взрив на облак от метан
- ядрен взрив
- антиматерия
- сблъсък на Земята с миниатюрна черна дупка
- катастрофа на извънземен космически кораб
- научен експеримент на Никола Тесла[2]